# Iglesia de Santa María (Lübeck)
La iglesia de Santa María (en alemán: Marienkirche) de Lübeck, es un templo de la iglesia luterana, de estilo gótico, ubicado en la ciudad de Lübeck, al norte de Alemania, próxima al mar Báltico y que jugó un papel fundamental en la formación y expansión de la Liga hanseática, durante la Edad Media.
La iglesia de Santa María es el edificio más alto del casco antiguo de Lübeck (más alta incluso que la propia Catedral de Lübeck) así como la tercera iglesia más grande de Alemania.

## Lübeck
El centro de la ciudad refleja, en su arquitectura, la supremacía de Lübeck en el comercio durante la Edad Media, fue declarado en 1987, Patrimonio de la Humanidad por la Unesco. La iglesia de Santa María está situada en el barrio de los comerciantes, en pleno centro de la ciudad, junto al ayuntamiento y a la plaza del mercado, formando un conjunto con estos.

## Descripción
El templo de Santa María fue construido entre 1250 y 1350 por iniciativa de los grandes comerciantes de la ciudad, constituye el edificio más alto del casco antiguo con una altura de 125 metros y durante muchos años ha sido el símbolo del poder y la prosperidad de la antigua ciudad hanseática, por encima de la propia catedral. 
Su estilo predominante es el arte gótico y constituye un magnífico ejemplo del gótico báltico, también denominado gótico de ladrillo y sirvió como modelo para las más de setenta catedrales e iglesias góticas de ladrillo levantadas en la región del Báltico.
El proyecto inicial del templo contemplaba la construcción de un templo salón de una nave y una única torre en la fachada, pero posteriormente el proyecto se amplió para contemplar una iglesia de planta basilical que sigue el modelo francés con tres naves, sin crucero, con girola, capillas radiales sobre la girola y dos grandes torres en la fachada principal que miden 124,95 y 124,75 metros respectivamente. Las torres están rematadas por piñones triangulares, como en el periodo románico, pero con agujas más afiladas. Este motivo fue usado muchas veces en el gótico alemán.
Durante la Segunda Guerra Mundial, en la noche del 28 al 29 de marzo de 1942, la ciudad fue bombardeada por las fuerzas aliadas, que provocaron un incendio que afectó gravemente a la iglesia. La iglesia fue protegida por un tejado de carácter temporal durante el resto de la guerra, la reconstrucción comenzó en 1947 y se prolongó durante doce años.

## La música y la iglesia de Santa María de Lübeck
Esta iglesia ha estado unida al nombre de grandes organistas y compositores que han pasado por ella. Por encima de todos los organistas que marcaron el curso de la tradición musical de Santa María durante el siglo XVII se encuentra Franz Tunder, organista desde 1642 hasta su muerte en 1667, así como su yerno y sucesor Dietrich Buxtehude, organista desde 1668 hasta 1707, ambos formaron parte destacada de la escuela de órgano del norte de Alemania. También pasaron como visitantes Georg Friedrich Händel y Johann Mattheson en 1703 y Johann Sebastian Bach también llegó a Lübeck, con 19 años, solo para escuchar a Buxtehude. Desde entonces, Lübecker Marienkirche es considerado como uno de los lugares destacados del mundo musical del órgano en Alemania.